# Übungsmunition

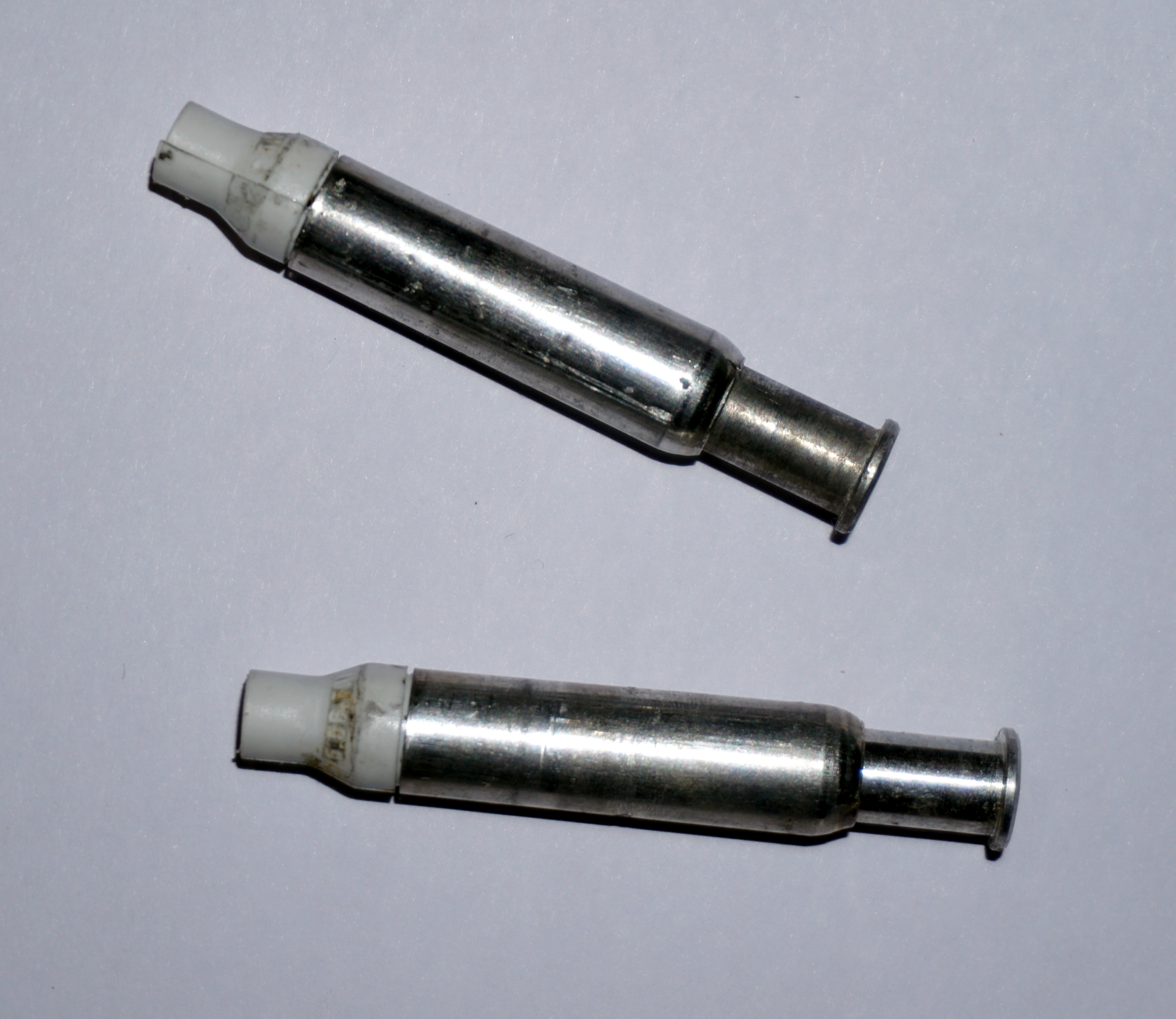
Bereits verwendete FX-Patronen, welche ähnlich wie Paintball-Geschosse das getroffene Ziel farbig markieren.

Übungsmunition ist ein Sammelbegriff für Munition, die zu Übungen des Schusswaffengebrauchs verwendet wird. Bekannt ist der Begriff vornehmlich aus militärischen Quellen, allerdings wird auch von Privatpersonen auf Schießständen genutzte Munition teilweise als Übungsmunition bezeichnet.

## Übungsmunition auf Schießständen
Im 21. Jahrhundert wurde für Schießstände mit Videoprojektionen spezielle Munition entwickelt, die auf die geringen Abstände und für die Nutzung mit den Projektionsleinwänden optimiert ist. Eine bekannte Sorte dieser Munition ist die sogenannte „Cineshot“ für Schießkinos. Weil Jäger im 21. Jahrhundert verpflichtet wurden, jährliche Schießnachweise zu erbringen, ist die Verwendung solcher Munition bekannt geworden.

## Übungsmunition in der Geschichte

### Übungsmunition der Reichswehr
Bereits im 19. Jahrhundert wurde bei der damaligen Reichswehr Übungsmunition etatmäßig geführt. In den Verordnungen werden unterschieden: Übungsmunition als „scharfe Patrone“ und Übungsmunition als „blinde Patrone“. Ältere Bestände der scharfen Munition sollten zur Erneuerung der Vorräte vorzugsweise als Übungsmunition verwendet werden. Die sogenannte „blinde Patrone“ diente zur sicheren Handhabung für Übungen, bei denen kein Schuss abgegeben werden sollte.

## Übungsmunition International
Übungsmunition ist international bei Streitkräften üblich. In privaten Bereichen ist die Verbreitung von Übungsmunition stark von der jeweiligen Gesetzgebung in den Ländern abhängig.

### Übungsmunition der Bundeswehr
Als Übungsmunition, auch Munition mit verkürztem Gefahrenbereich oder PT-Munition (von Plastik Training abgeleitet), wird in der Bundeswehr die Sorte von Munition bezeichnet, welche zu Übungszwecken verwendet wird. Übungsmunition ist im Gegensatz zur Platzpatrone wirkungsvolle Munition, welche lediglich in ihrer Wirkungsenergie erheblich abgeschwächt ist. Beispielsweise werden Projektile aus Kunststoff und eine schwächere Treibladung verwendet.

#### Kennzeichnung
Übungsmunition ist blau eingefärbt, um sie von normaler Munition unterscheiden zu können, welche in der Regel messingfarben ist. Übungsmunition bei Landminen ist in der Regel olivfarben.

#### Einrichtung der Waffen
Übungsmunition verfälscht unter Umständen die Schusseigenschaften der Waffe, in welcher sie verwendet wird. Das Gewehr G36, das Gewehr G3 und das MG 3 müssen für die Verwendung von Übungsmunition umgerüstet werden. Das liegt darin begründet, dass der Rückstoß, bzw. der Gasdruck, der Übungsmunition erheblich schwächer ausfällt als der normaler Munition, und die Waffen in ihrer Mechanik auf den schwächeren Rückstoß nicht eingerichtet bzw. hergestellt wurden. Dieser Umstand hat zur Folge, dass Übungsmunition manchmal in der Gewehrmechanik verklemmt und somit Störungen verursacht, die manuell behoben werden müssen. Um diesem entgegenzuwirken, gibt es für einige Waffen (z. B. G36, G3, MG3) Modifikationen in Form von speziellen Verschlüssen, die extra für diese Munition ausgelegt sind, jedoch nicht mit Gefechtsmunition funktionieren. Für die Verwendung von Übungsmunition mit dem HK MG5 wurde ein spezieller Übungsverschluss eingeführt, für dessen Entwicklung die Bundesregierung Haushaltsmittel in Höhe von 7,3 Millionen Euro bereitgestellt hat.

## Arten von Übungsmunition

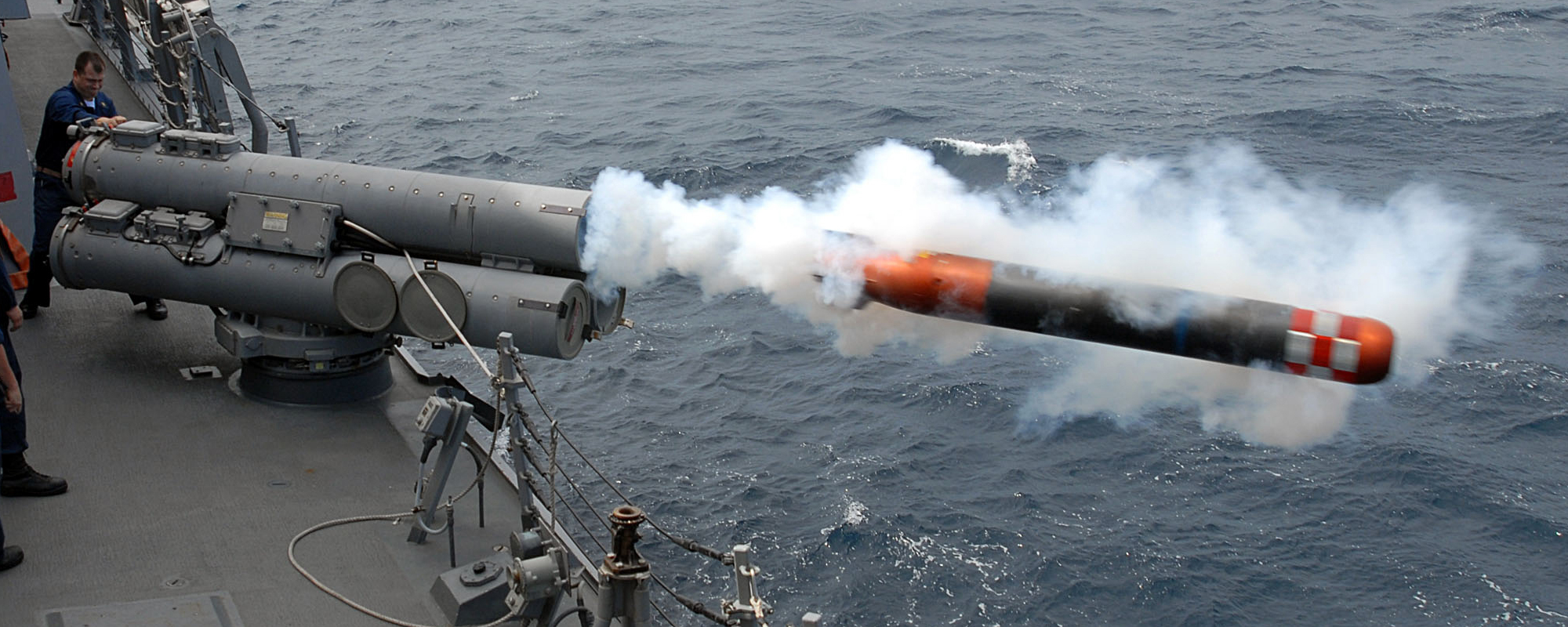
Abschuss eines Übungstorpedos

Übungsmunition wird bei fast allen Arten von Munition alternativ hergestellt, beispielsweise Patronen für Handfeuerwaffen über Handgranaten bis hin zu Patronen, welche von Flugabwehrpanzern verschossen werden.

## Eigenschaften
Übungsmunition verhält sich im Gebrauch wie normale Munition. Lediglich die Wirkungsenergie ist eingeschränkt. Die Sicherheitsrichtlinien sind die gleichen, lediglich wird der Gebrauch von Übungsmunition auf Testgebieten erlaubt, für welche scharfe Munition nicht zugelassen ist (beispielsweise in Kasernen mit eigenen Schießständen, die jedoch aufgrund der begrenzten Länge an Wohngebiete grenzen).